# Айнабулак (Абайський сільський округ)
Айнабула́к (каз. Айнабұлақ) — село у складі Каркаралінського району Карагандинської області Казахстану. Адміністративний центр Абайського сільського округу.
Населення — 358 осіб (2021; 644 у 2009, 992 у 1999, 1205 у 1989).
Національний склад станом на 1989 рік:
- казахи — 100 %.

У радянські часи село називалось Совхоз імені Абая.